# Artur Breitfeld
Artur Breitfeld (* 9. Februar 1899 in Erfurt; † 7. Juli 1967 in Grassau) war ein preußischer Verwaltungsjurist, Landrat und Richter am Bundesverwaltungsgericht.

## Leben
Breitfeld begann seine Laufbahn 1924 als Gerichtsreferendar und seit 1925 als Regierungsreferendar, bis er ab 1927 als Regierungsassessor beim Landrat des Kreises Züllichau-Schwiebus wirkte. Er war Mitglied der SPD, bis er 1932 aus der Partei ausgeschlossen wurde. Ab 1929 amtierte Breitfeld als Landrat im Kreis Ueckermünde, bis er in der Folge der Machtergreifung der NSDAP am 26. Oktober 1933 sofort in den einstweiligen Ruhestand geschickt wurde. Von 1934 bis 1937 wirkte er bei der Regierung in Köslin und ab 1938 bei der Regierung in Oppeln. 1938 wechselte er zum Reichskommissar für die Preisbildung in Berlin, wo er bis 1945 tätig war.
Nach Kriegsende wirkte er von 1945 bis 1947 in der Bezirksverwaltung in Merseburg. Von 1947 bis 1950, dem Jahr seiner Flucht aus der DDR, war er im Finanzministerium des Landes Sachsen-Anhalt beschäftigt. In der Bundesrepublik Deutschland wirkte er von 1950 bis 1956 als Senatsrat in der Senatsverwaltung für Inneres in Berlin. Ab 1. Oktober 1956 bis 30. September 1961 war Breitfeld Bundesrichter am Bundesverwaltungsgericht.